# Exilisia ocularis
Exilisia ocularis là một loài bướm đêm thuộc phân họ Arctiinae, họ Erebidae.